# Piet Gunning
Pieter Adriaan "Piet" Gunning, född 5 juli 1913 i Hoogkerk, död 23 maj 1967 i Bloemendaal, var en nederländsk landhockeyspelare.
Gunning blev olympisk bronsmedaljör i landhockey vid sommarspelen 1936 i Berlin.